# سانشو بانثا
سانشو بانثا (بالإسبانية: Sancho Panza)‏ شخصية روائية خيالية من أبطال رواية الكيخوطي للكاتب الإسباني الشهير ميجيل دي ثيربانتس. اشتهر برفقته لدون كيخوطي ولكونه حاملًا لدرعه، هو ضخم البنية على عكس صاحبه دون كيخوطي الهزيل، وتظهر العديد من المفارقات الفكاهية بدءًا من الشكل الجسماني للرجلين وتستمر طيلة الرواية. يمثل بانثا بدن الإنسان، هذا الرفيق الأصيل للروح. تبدأ الرواية بغرض دون كيخوطي المجدد وعودته إلى المغامرات وما يلزمها من تحضيرات. وأقنع جاره البسيط سانشو بانثا بمرافقته ليكون حاملًا للدرع ومساعدًا له مقابل تعيينه حاكمًا على جزيرة وبدوره يصدقه سانشو لسذاجته. وهذه الجزيرة هي هبة سيمنحها إياه بعض الدوق المهتمين بالسخرية من رفقيه بانثا والتي تحمل اسم باراتاريا. ويبرز سانشو ذكائه في حكمه للجزيرة وشخصيته المسالمة والبسيطة على حد سواء. انتهح بانثا مثاليات سيده في سبيل هدف واحد منصب نحو كونه حاكم جزيرة.

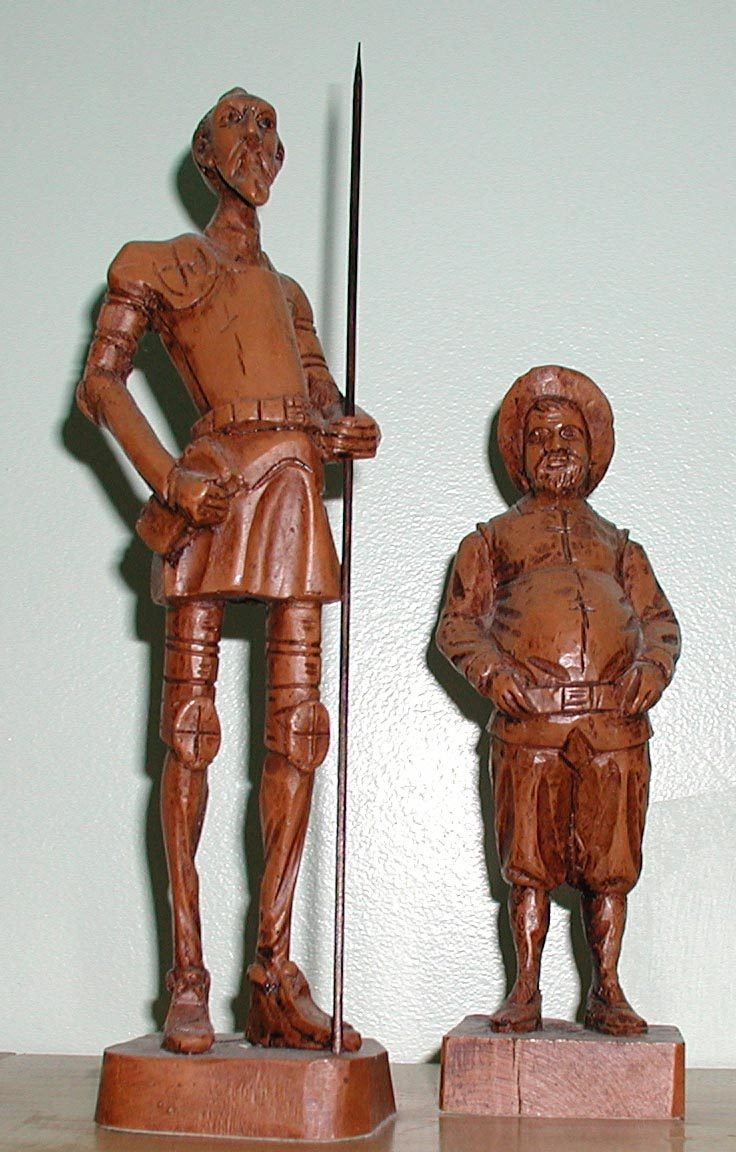
تماثيل صغيرة لدون كيخوطي (يسارًا) وسانشو بانثا (يمينًا).

يعد الحديث القائم على مدار الرواية بين كل من السيد دون كيخوطي، المؤمن بالفروسية، مع خادمه سانشو من أكثر الحوارات سحرًا ومتعة في الأدب. حيث بدأت شخصيتهم في التكشف رويدًا رويدًا وتربطها صداقة قائمة على الاحترام المتبادل. ظهر في القرن الثامن عشر عملين آخرين يعدا بمثابة استكمال للرواية الإسبانية، والذين يتناولا ماذا حدث بعد وفاة دون كيخوطي وهما إضافات لقصة العبقري النبيل دون كيخوطي دي لا مانتشا لخاثينتو ماريا ديلجادو وقصة سانشو بانثا حامل الدرع الأكثر شهرة من جزئين تم نشرها بين عامي 1793 1798 لبيدرو جاتي إيه كارنيثير.

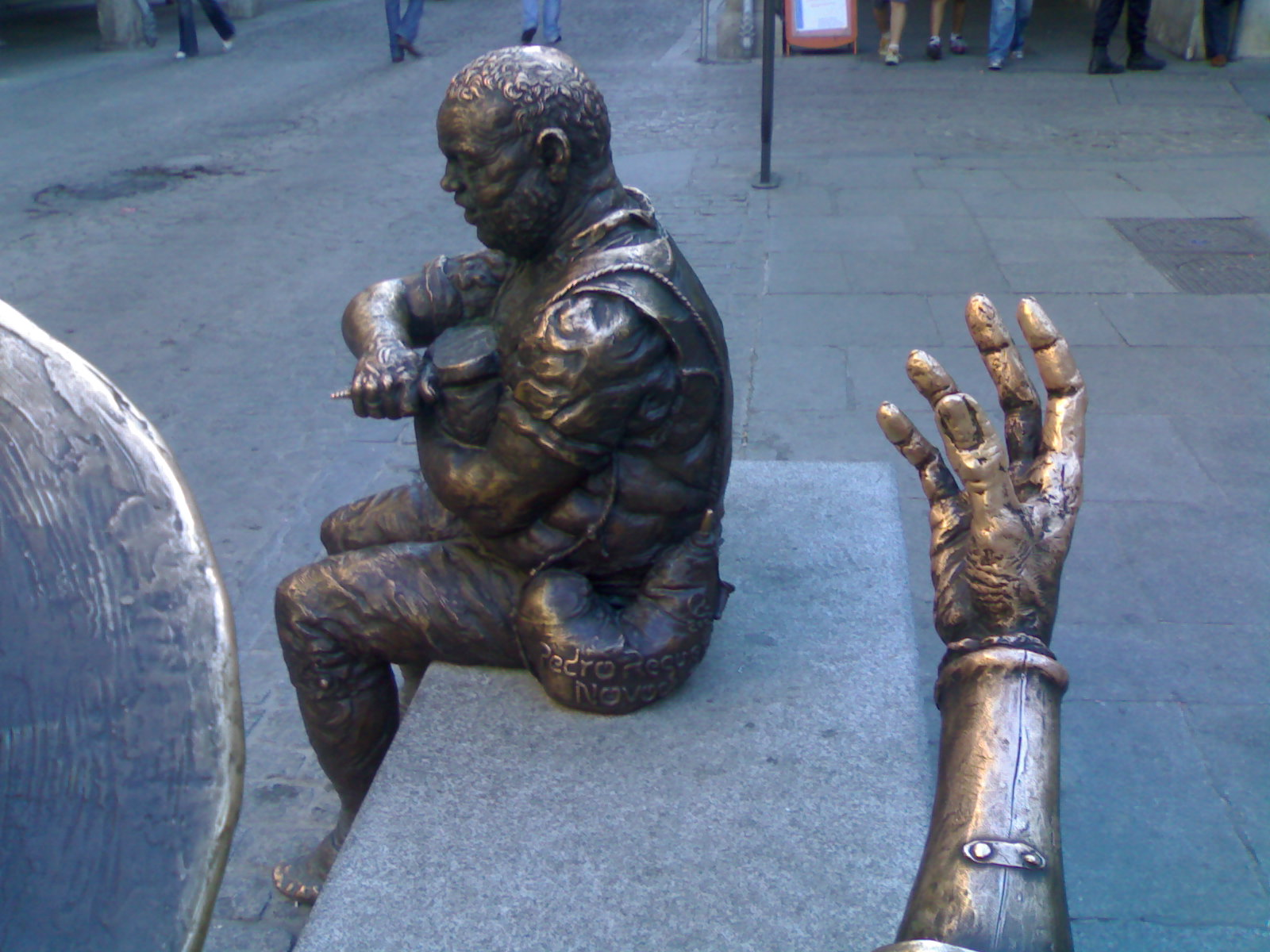
سانشو بانثا.